# Jordan EJ12
A Jordan EJ12 a Jordan Grand Prix Formula–1-es versenyautója volt a 2002-es Formula–1-es szezonban. Pilótái Giancarlo Fisichella és Szató Takuma voltak.

## Az évad
A 2001-es szezon után a Jordan 2002-ben jóval kevesebb pénzzel rendelkezett, mint az azt megelőző években. Az autónak új aerodinamikával és súlycsökkentéssel kellett volna hatékonyabbá tennie a Honda erős motorját. A reményekkel ellentétben az EJ12 a kezdetektől fogva nem bizonyult túl versenyképesnek. Mindkét versenyző ritkán végzett a pontszerző helyeken. A legtöbb pontot Giancarlo Fisichella szerezte, aki három ötödik és egy hatodik helyet szerzett. Szató Takumának a szezon utolsó nagydíjáig és egyben a hazai nagydíjáig kellett az idő, hogy pontot szerezzen, ott ötödik lett. A Jordan végül kilenc ponttal a hatodik helyen végzett a konstruktőri bajnokságban. A győzelmek, a dobogós helyezések vagy akár a világbajnoki címek elérhetetlennek tűntek.

### Technológia
A 2002-es szezonra a Jordan egy meglehetősen szokatlan autót fejlesztett ki, amely különösen a nagyon keskeny oldallapok és az alacsonyan ülő orr miatt tűnt ki. Az előző évi Jordan EJ11 első szárnyának két, egyenként 45 fokban ferde keresztmerevítővel ellátott konstrukcióját megtartották. Az új oldaltámaszok által elért súlycsökkenés a sebesség és a motor jobb teljesítménykihasználása érdekében történt. A gumiabroncsokat ismét a Bridgestone-tól szerezték be, a benzint pedig a korábbi évektől eltérően már nem az Elf Aquitaine, hanem a LiquiMoly szállította.
Az előző EJ11-es modellhez hasonlóan a Jordan hétfokozatú sebességváltót használt, amelyhez egy további hátrameneti fokozatot és a Honda motorját is mellékelte. A japán cég a Honda RA002E 3,0 literes tízhengeres motorját biztosította, amelyet a British American Racing is használt a BAR 004-esben. Az egység 835 és 865 lóerő közötti teljesítményt fejlesztett ki 18 800 fordulat/perc fordulatszámig. Minden henger négy szeleppel rendelkezett. A Honda PGM-FI rendszert használták befecskendező rendszerként és a Honda PGM-IG rendszert gyújtásként. A gyújtógyertyákat az NGK Spark Plugtól szerezték be.

### Szponzorok és festés
Az autót szinte teljesen sárgára festették - csak az első és hátsó szárnyak, valamint az oldalsó szárnyak alja és a felnik voltak feketék. Az új szezonnal a DHL és a Deutsche Post főszponzorokká lépett elő, és ennek megfelelően megjelentek az autó orrán, az oldalfalain, a légterelőnyíláson és a pilótafülke oldalán. A korábbi főszponzor, a Benson & Hedges háttérbe szorult, és csak az első és hátsó szárnyakon, valamint az autó orrának tetején jelent meg. A motorszállító Honda mellett kisebb szponzorok is voltak.
1997 óta először fordult elő, hogy az autó orrának oldalát nem egy állat rajza díszítette. Azokban az országokban, ahol a dohánytermékek reklámozása tilos volt, a Benson & Hedges logójában az N, S és H betűket elsötétítették - a "Be On Edge" kifejezés jelent meg.

### Pilóták
Eddie Jordan két új versenyzőt szerződtetett a szezonra. Az első autót a már tapasztalt olasz Giancarlo Fisichella vezette a 9-es rajtszámmal, míg a Honda által szervezett újonc Szató Takuma volt a második pilóta a 10-es rajtszámmal. A brazil Ricardo Zonta maradt tesztpilóta, ahogyan az előző évben is. Fisichella szinte kivétel nélkül jobb volt csapattársánál mind a kvalifikáción, mind a versenyen, és a szezon összesített pontjainak nagy részét, 7-et szerzett. Szató sikerét a hazai nagydíjon, Suzukában érte el, amikor egy erős kvalifikáció után az ötödik helyen végzett, és ezért a hazai közönség ünnepelte.
A szezon végén Fisichella a csapatnál maradt, míg Szató a British American Racinghez igazolt, amely később a Honda gyári csapata lett. Helyét 2003-ban az ír Ralph Firman vette át, akit két futamon a magyar Baumgartner Zsolt váltott. Zonta szerződését nem hosszabbították meg.

### Utóélete
Az 1-es számú kasztni, amelyet Szató vezetett, a Drift Limits nevű cég tulajdonában van.

## Eredmények
| Év   | Csapat           | Motor        | Gumik | Pilóták              | 1   | 2   | 3   | 4   | 5   | 6   | 7   | 8   | 9   | 10  | 11  | 12  | 13  | 14  | 15  | 16  | 17  | Pontok | Helyezés |
| ---- | ---------------- | ------------ | ----- | -------------------- | --- | --- | --- | --- | --- | --- | --- | --- | --- | --- | --- | --- | --- | --- | --- | --- | --- | ------ | -------- |
| 2002 | DHL Jordan Honda | Honda RA002E | B     |                      | AUS | MAL | BRA | SMR | ESP | AUT | MON | CAN | EUR | GBR | FRA | GER | HUN | BEL | ITA | USA | JPN | 9      | 6.       |
| 2002 | DHL Jordan Honda | Honda RA002E | B     | Giancarlo Fisichella | KI  | 13  | KI  | KI  | KI  | 5   | 5   | 5   | KI  | 7   | DNQ | KI  | 6   | KI  | 8   | 7   | KI  | 9      | 6.       |
| 2002 | DHL Jordan Honda | Honda RA002E | B     | Szató Takuma         | KI  | 9   | 9   | KI  | KI  | KI  | KI  | 10  | 16  | KI  | KI  | 8   | 10  | 11  | 12  | 11  | 5   | 9      | 6.       |